# Longitarsus ferrugineus
Longitarsus ferrugineus är en skalbaggsart som först beskrevs av Foudras in Mulsant 1859.  Longitarsus ferrugineus ingår i släktet Longitarsus och familjen bladbaggar. Enligt den svenska rödlistan är arten sårbar i Sverige. Arten förekommer i Götaland och Gotland. Artens livsmiljö är våtmarker, jordbrukslandskap. Inga underarter finns listade i Catalogue of Life.